# فرشته‌ماهی آبی برمودا
فرشته‌ماهی آبی برمودا (نام علمی: Holacanthus bermudensis) نام یک گونه از سرده فرشته‌ماهیان پرخار است.